# Пограбування Рима (1527)
41°50′00″ пн. ш. 12°30′00″ сх. д. / 41.83333333° пн. ш. 12.5° сх. д.
 Пограбува́ння Ри́ма  (італ. Sacco di Roma) — пограбування міста Рим в травні 1527 року обуреними найманцями імператора Карла V, які вийшли з-під контролю. Подію вважають одним з ключових моментів Італійських воєн 16 століття.

## Політичні угруповання напередодні 1527року

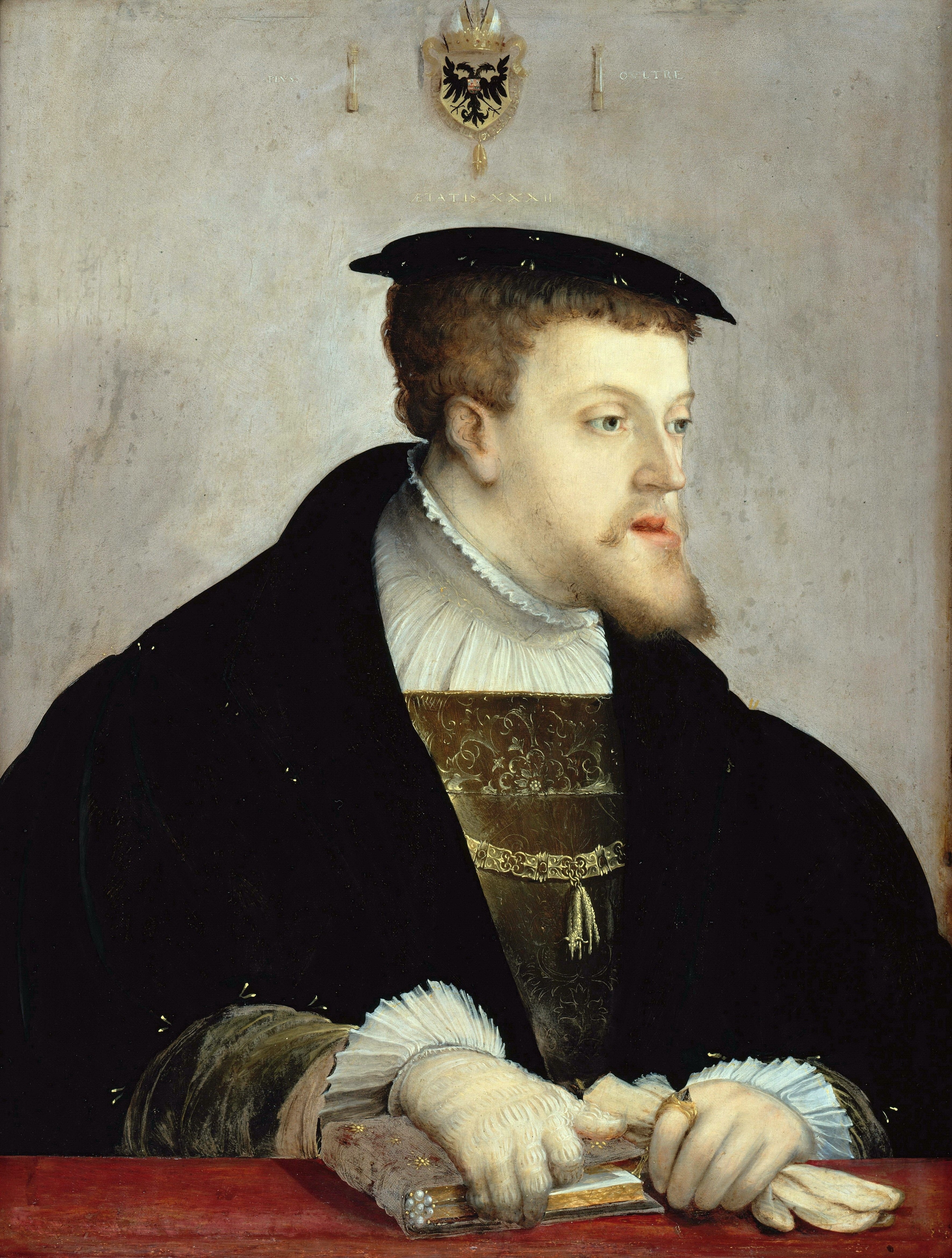
Худ. Крістоф Амбергер. «Імператор Карл V»

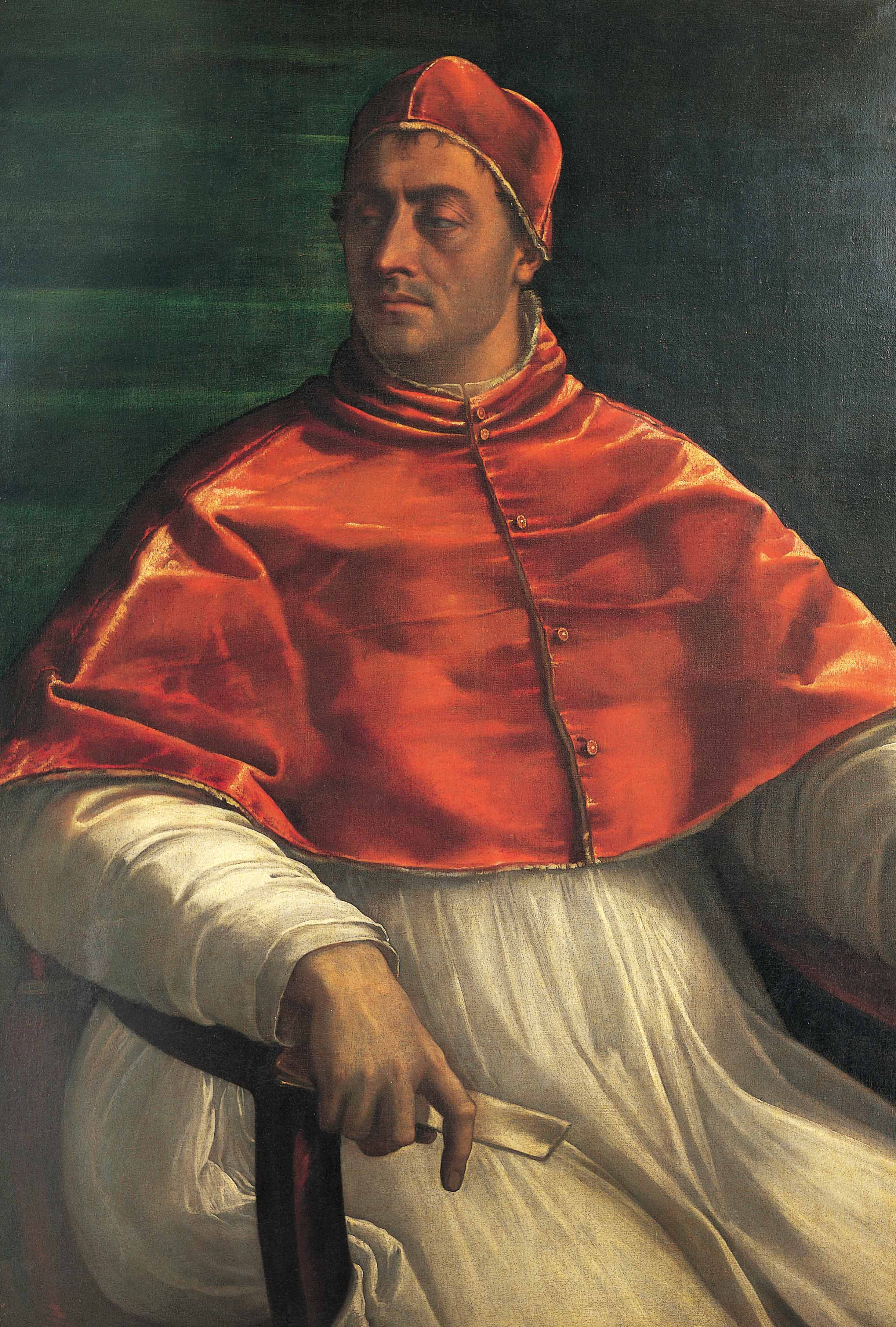
Худ. Себастьяно дель Пьйомбо, Климент VII

В Європі склалися два значні політичні угруповання — імператор Карл V та Папа Римський Климент VII. Папа бачив на меті послаблення позицій Карла V, що набрав політичної міці і був фактичним володарем значних європейських територій (Іспанія, Нідерланди, Австрія). Папа ж мав лише Папську область та авторитет намісника Христа на землі. Аби протистояти Карлу V, з ініціативи Папи створили Коньякську лігу, куди увійшли Ломбардія, Венеціанська республіка (що мала імперський характер) та батьківщина папи — Тоскана. Важливі надії мав Папа на Францію. Аби залучити Францію до Коньякської ліги, Климент VII сприяв шлюбу своєї племінниці Катерини Медичі зі спадкоємцем французького престолу.

## Розвиток подій

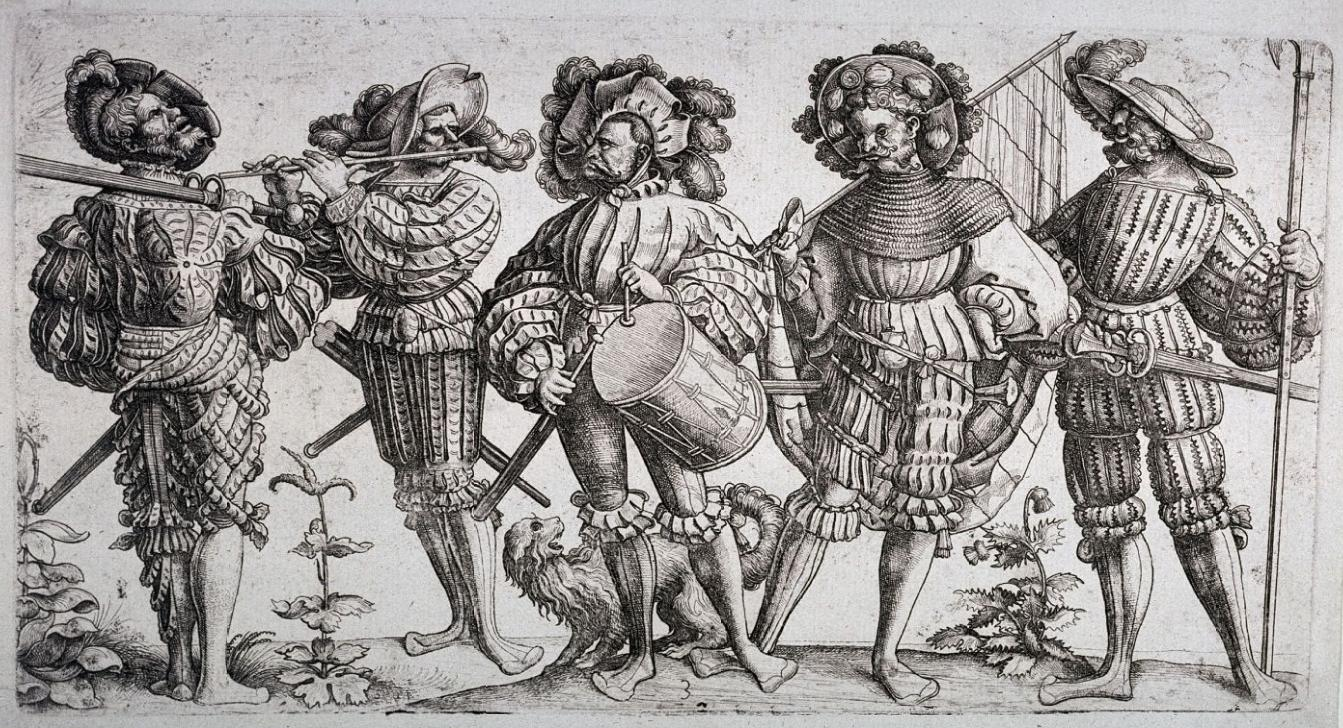
Даніел Хопфер, вояки-ландскнехти, 1530 рік.

У квітні 1527 року у Флоренції розпочалося народне повстання, що відвертало увагу папи від ситуації в італійських князівствах. За підрахунками, на землях італійських князівств блукало до 34 тисяч вояків Карла V. Чужинці з різних країн не почувалися впевнено, генеральну битву відкладали, а платню найманцям затримали. Обурені вояки несподівано згуртувалися й посунули з міста Ареццо до Рима.
Папська столиця виявилася неспроможною протистояти багатотисячному натовпу, бо її захищали лише 5 тисяч ополченців та загін швейцарської гвардії у 189 осіб. До вояків найманців додалися розбійники-італійці з різних куточків Апеннінського півострова, бо в часи війни прийшло зубожіння місцевих мешканців та падіння моралі. 5—6 травня розпочалася облога Рима. Під час обстрілу захисників Рима на фортечних мурах був убитий керівник нападників — француз Шарль де Бурбон, що надихнуло захисників. Можливо, його вбив авантюрист і відомий скульптор Бенвенуто Челліні, про що він особисто повідомив у своєму життєписі.

## Пограбування і руйнації в Римі

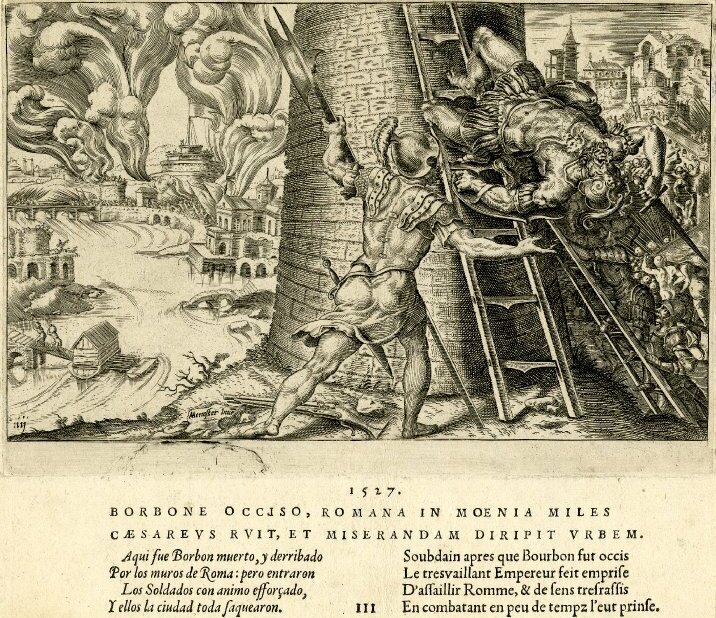
Мартен ван Гемскерк, «Пограбування Рима» у 1527 р., гравюра 1555 року.

Натовп увірвався в папську столицю, де розпочалися страти захисників міста. Від швейцарських гвардійців живими залишилося тільки 42 особи. Решта загинула на сходах собору Св. Петра. Пам'ять про трагічну подію згодом відбилася у святі присяги, яку швейцарські гвардійці складають 6 травня.
Трагічна для Папи ситуація спровокувала відчайдушну спробу знищити ювелірні скарби в Ватикані. Климент VII дав наказ перелити золоті ювелірні прикраси у злитки, бо готові ювелірні вироби цінувались більше. Сам втік у Замок Святого Ангела, де перебував фактично в облозі.
Тим часом у Римі почалися грабежі й руйнації. Натовп вояків-християн не зупинив і авторитет християнської святині — базиліки Святого Петра, що була розграбована і потрощена. Дійшла черга і до палаців вельмож, наближених до папського двору. Рим зазнав такої нищівної руйнації та пограбування, яких не знав з часів руйнацій варварів раннього середньовіччя. Як місто, Рим втратив більшість середньовічних та ренесансних будівель. Грабежі й руйнації тривали не менш як три доби. Солдати імператора ґвалтували жінок Рима та черниць багатьох монастирів. Римом котилася хвиля руйнацій та убивств. Навіть прихильники імператора Карла V, що були на той час у папській столиці, відкупалися грошима від вояків, аби захистити своє майно в Римі.
Лише на початку червня 1527 р. до Рима дістались вояки, прихильники Папи Римського. Аби вийти з полону, Папа був зобов'язаний виплатити воякам імператора 400 000 дукатів.

## Наслідки
Пограбування Рима мало значні політичні, моральні, релігійні і мистецькі наслідки. Як переможена сторона папа під тиском імператора відмовився від прав на Чивітавеккьо та Модену, Парму і Пьяченцу. Під примусом він дав згоду на коронацію імператора Карла V ще й імператором Італії. Це значно послаблювало політичні позиції папи римського. Трагічні події в Римі спонукали навіть коронацію Карла V перенести в місто Болонья, бо в Римі не залишилось непограбованої чи непотрощеної церкви, гідної прийняти гостей та свиту імператора.
Наляканий руйнацією Рима Климент VII нічого не робитиме такого, що могло викликати в зовнішній політиці Ватикану спротив чи обурення Карла. Саме тому Климент VII не погодився на розлучення короля Англії Генріха VIII з його дружиною — Катериною Арагонською, що була тіткою Карла V.
Посилив свої позиції європейський протестантизм — через занепад авторитету папської влади. У Німеччині набрало ваги лютеранство. В Англії виникло англіканство, де головою віровчення став світський володар — король Генріх VIII. Відтак Британія офіційно відмовилась надсилати в Рим гроші та не визнавала верховенство папи в державі.
Папським коштом свої позиції посилили навіть італійські князівства. У місто Ріміні повернувся Сіджизмондо Малатеста, володар міста. А венеційські дожі підпорядкували собі папські міста Червію та Равенну. Римським папам знадобиться декілька десятиліть, аби потроху відновити свої позиції тільки в Італії. Але західноєвропейська спільнота назавжди розкололася на два релігійні табори — католицизм і протестантизм.

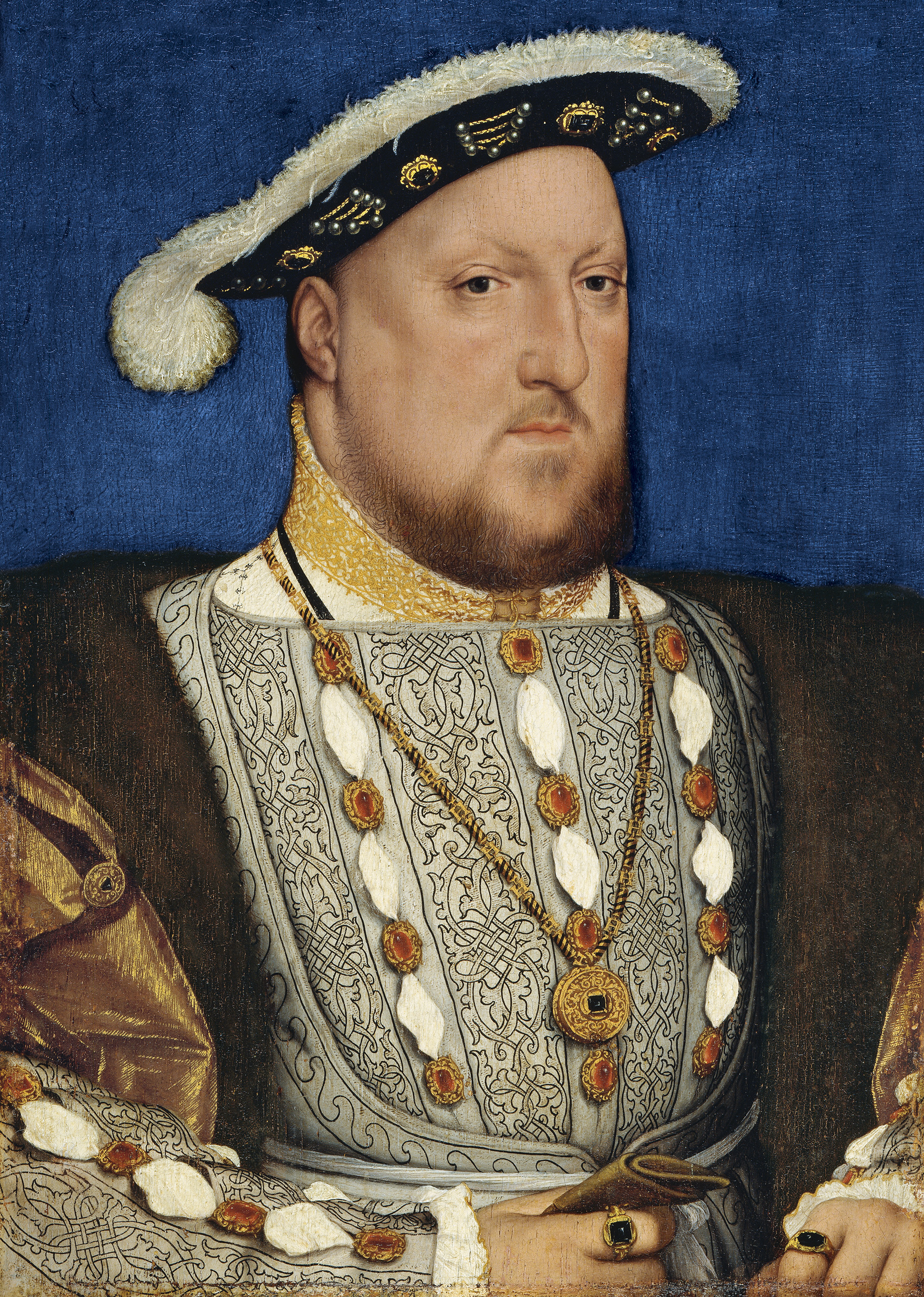
Генріх VIII, король Англії, 1536
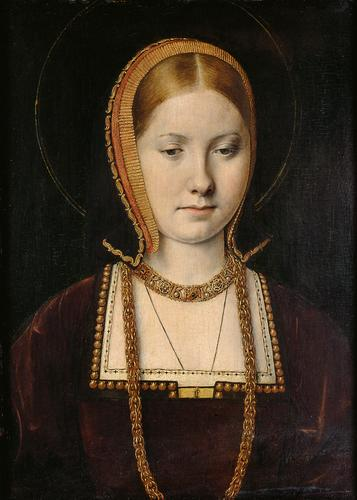
Катерина Арагонська, дружина Генріха VIII
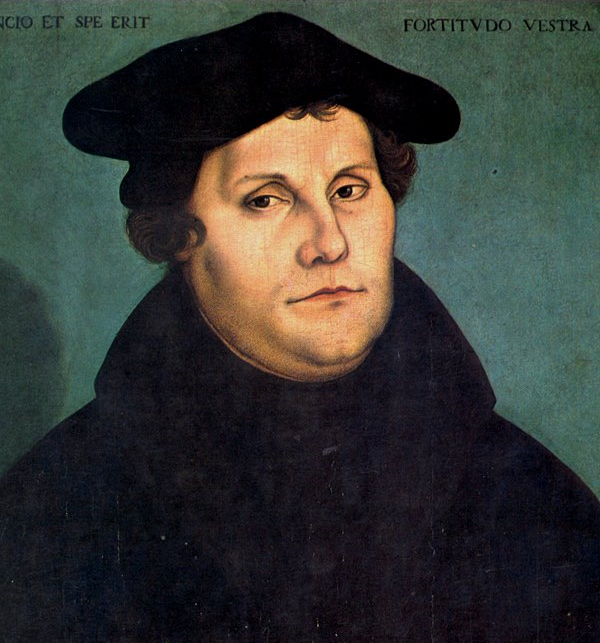
Мартін Лютер, засновник лютеранства
Дож Венеції Андреа Грітті, при якому відбулося пограбування Рима.

## Виникненняманьєризму

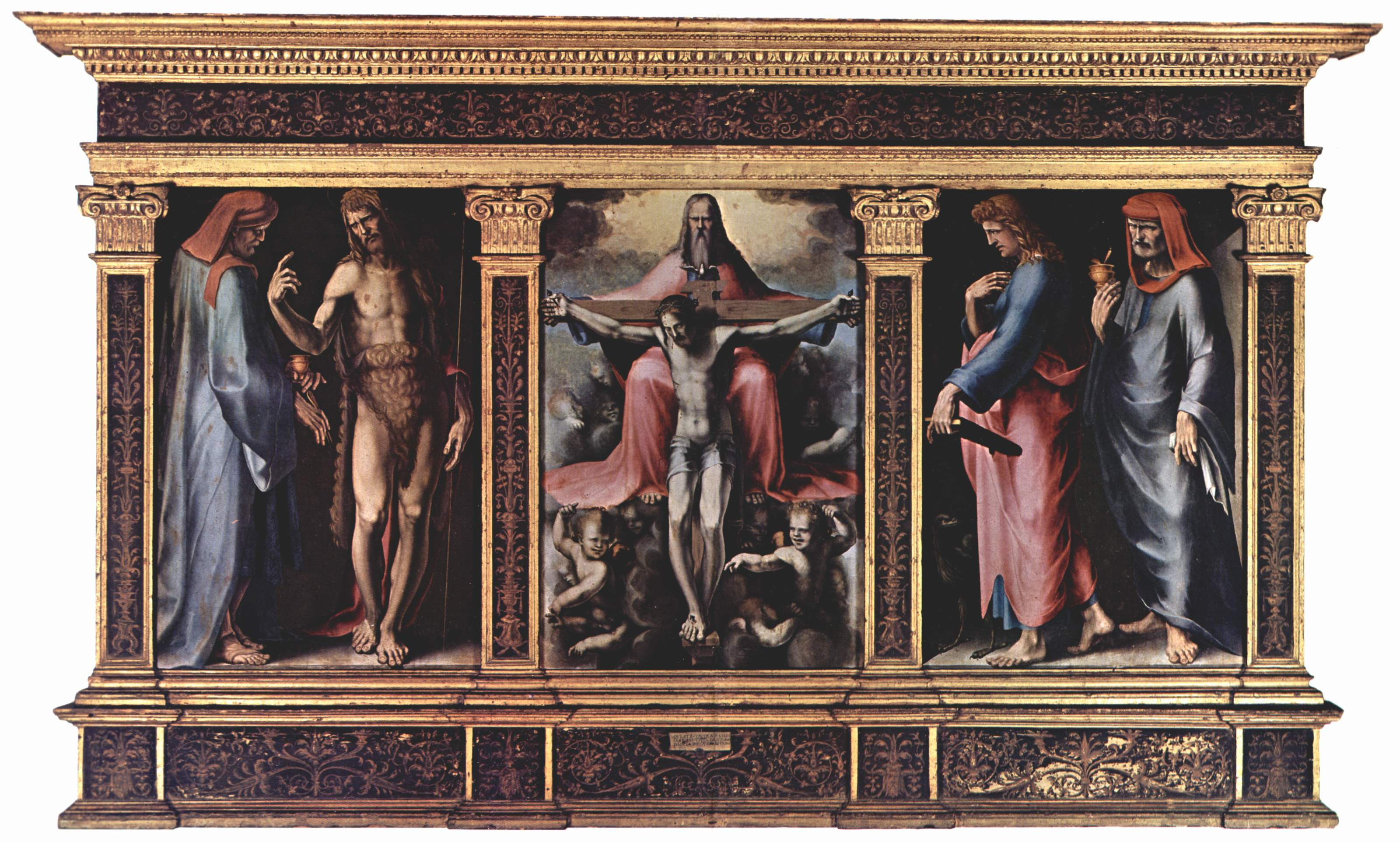
Доменіко Беккафумі, Свята Трійця, триптих, 1513 р. Національна Пінакотека, Сієна.

Криза папської влади розпочалася задовго до 1527 року. Пограбування Рима у травні 1527 стало лише кульмінацією давнього процесу. Кризу добре відчували римські митці, у творах яких посилились елементи зневіри, розчарування, тривоги, передчуття катастроф.
Митці попереднього покоління ще за інерцією створюють гармонійні образи в стилістиці відродження. Але нове покоління, захоплене розчаруванням, успадковує лише віртуозну художню техніку та ерудицію, а не гармонію. Виникають видовжені, занадто елегантні фігури, знервовані і тривожні. Тло картин і фресок насичується фантастичною архітектурою з нереальними сходинками і людським натовпом, а головні персонажі наче підхоплені тим же стихійним, тривожним рухом, що і оточення. Художники відмовляються вивчати натуру як таку заради вивчення художньої манери уславлених попередників. У моді — дивацькі композиції, нереальні, ядучі фарби й люди, що забули про радість.

## Згадки у масовій культурі
- Шведський павер-метал гурт Sabaton, пісні якого переважно оповідають про історичні баталії, присвятив пограбуванню Рима пісню «The Last Stand» («Останній рубіж»), яка стала частиною однойменного 8-го студійного альбому.